# Kleine Philippinen-Waldmaus
Die Kleine Philippinen-Waldmaus oder Zwerg-Philippinen-Waldmaus (Apomys musculus) ist ein Nagetier in der Unterfamilie der Altweltmäuse, das auf den Philippinen vorkommt.

## Taxonomie
Die Populationen, die gegenwärtig unter der Bezeichnung Kleine Philippinen-Waldmaus zusammengefasst werden, stellen laut verschiedenen Untersuchungen einen Artenkomplex dar. Dieser besteht aus mindestens drei Arten, wobei der Population im Norden der Insel Luzon die Bezeichnung Apomys musculus vorbehalten sein sollte (als Typus). Die Populationen im Süden von Luzon sowie auf Mindoro stellen wahrscheinlich bisher unbeschriebene Arten dar. Im Vorfeld dieser notwendigen Revision wurde die Kleine Luzon-Waldmaus (Apomys microdon) von Apomys musculus getrennt.

## Merkmale
Mit einer Kopf-Rumpf-Länge von 76 bis 124 mm, einer Schwanzlänge von 97 bis 121 mm und einem Gewicht von 16 bis 24 g ist die Kleine Philippinen-Waldmaus eine kleine bis mittelgroße Langschwanzmaus. Die Länge der Hinterfüße beträgt 20 bis 25 mm und die Ohren sind 14 bis 17 mm lang. Das weiche Fell des Rückens, der Körperseiten und an den Außenseiten der Arme und Beine hat eine intensive orangebraune Farbe. Mehrere eingemischte schwarze Haare auf dem Hinterteil erzeugen ein fleckiges Aussehen, während die Wangen heller und leuchtender orange gefärbt sind. Das Fell der Unterseite und an der Innenseite der Extremitäten ist hell ockerfarben bis gelbbraun. Oft kommen entlang der unteren Mittellinie auf Brust und Bauch weiße Flecken vor. Die Trennung der dunklen Oberseite von der hellen Unterseite ist deutlich ausgeprägt.
Typisch für die Art sind schmale Hinterfüße mit scharfen gebogenen Krallen. Der Schwanz besitzt eine braune Oberseite, während die Unterseite weiß oder gefleckt braun-weiß ist. Die kleinen Schuppen des Schwanzes überlappen sich leicht und jede Schuppe ist mit drei kurzen Haaren ausgerüstet.
Kennzeichnend für den Kopf sind dünn behaarte Ohren und auffällig lange Vibrissen, die bis hinter die Schulter reichen, wenn sie nach hinten gebogen werden. Weibchen besitzen vier Zitzen im Leistenbereich.

## Verbreitung

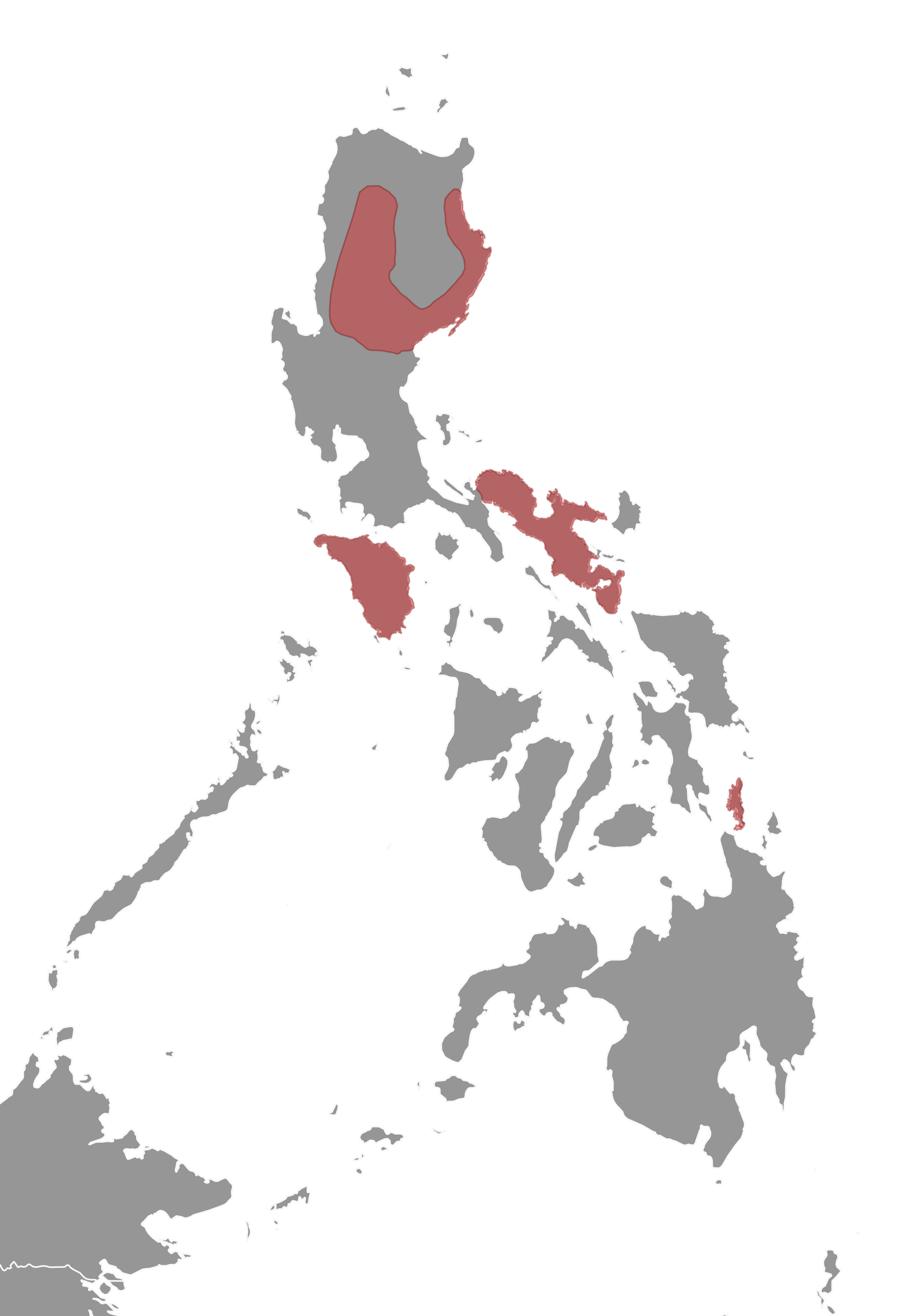
Verbreitungsgebiet (rot hervorgehoben) auf den Philippinen

Zur Art zählen mehrere Populationen auf den philippinischen Inseln Luzon, Dinagat und Mindoro (Stand: 2017). Die Kleine Philippinen-Waldmaus lebt im Flachland und in Gebirgen auf 300 bis 2000 m Höhe. Sie hält sich vorwiegend in tropischen immergrünen Wäldern auf, die ursprünglich sind. Etwas weniger häufig ist die Art in Wolken- und Nebelwäldern der höheren Lagen verbreitet. Selten kann sie in aufgeforsteten Wäldern des Hügellandes, in Gebieten mit Büschen oder auf Grasland angetroffen werden.

## Lebensweise
Die Kleine Philippinen-Waldmaus ist vorwiegend nachtaktiv. Sie kann während der Regenzeit gelegentlich am Tage auf Nahrungssuche gehen. Die Exemplare klettern meist in den Kronen der Bäume und besuchen nur selten den Unterwuchs oder den Boden. Bei einer 1993–1994 durchgeführten Studie am Vulkan Isarog wurden 8,8 Exemplare pro Hektar registriert. Kein anderes flugunfähiges Säugetier wurde während dieser Untersuchung häufiger angetroffen. Gleichzeitig wurde die durchschnittliche Reviergröße auf 0,22 Hektar geschätzt.
Zur Nahrung zählen unter anderem Samen, Insekten, andere baumbewohnende wirbellose Tiere und Regenwürmer. Pro Wurf kommen vermutlich bis zu drei Nachkommen vor.

## Bedrohung
Umfassende Waldrodungen in den Tieflandbereichen wirken sich vermutlich nicht auf die Gesamtpopulation aus. Auf Dinagat wird die Art zusätzlich vom Bergbau beeinträchtigt. Im Verbreitungsgebiet sind mehrere Naturschutzzonen vorhanden. Die Kleine Philippinen-Waldmaus wird von der IUCN als „nicht gefährdet“ (least concern) gelistet.